# Saguinus melanoleucus
Saguinus melanoleucus és una espècie de mico de la família dels cal·litríquids que viu al Brasil.